# Alcione
Alcione (podle mytologické postavy Alkyoné) byl rod nyktosauridního pterodaktyloidního ptakoještěra, který žil v období nejpozdnější svrchní křídy (geologický stupeň pozdní maastricht, asi před 66 miliony let) na území sedimentární pánve Ouled Abdoun v Maroku.

## Význam

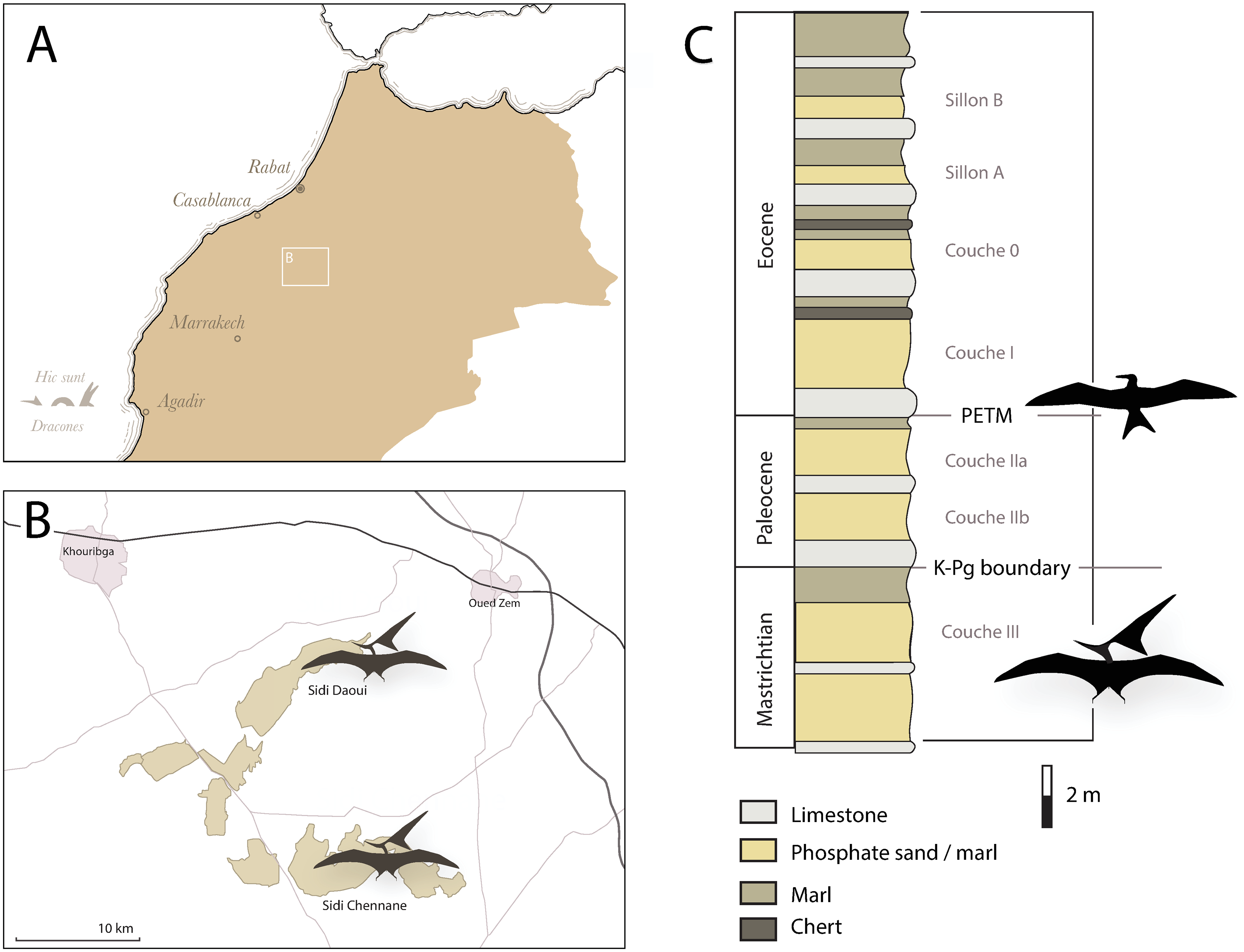
Stratigrafie naleziště, ve kterém byl rod Alcione objeven.

Tento ptakoještěr byl formálně popsán v roce 2018 spolu s dalšími novými druhy pterosaurů - Barbaridactylus grandis, Simurghia robusta a Tethydraco regalis. Všechny tyto druhy žily na samotném konci křídového období, blízko časovému rozhraní křídy a paleogénu (a tedy i hromadného vymírání druhů na konci křídy). Díky objevům z Maroka se výrazně zvýšil počet globálně známých pterosaurů právě z tohoto kritického období.

## Historie a popis

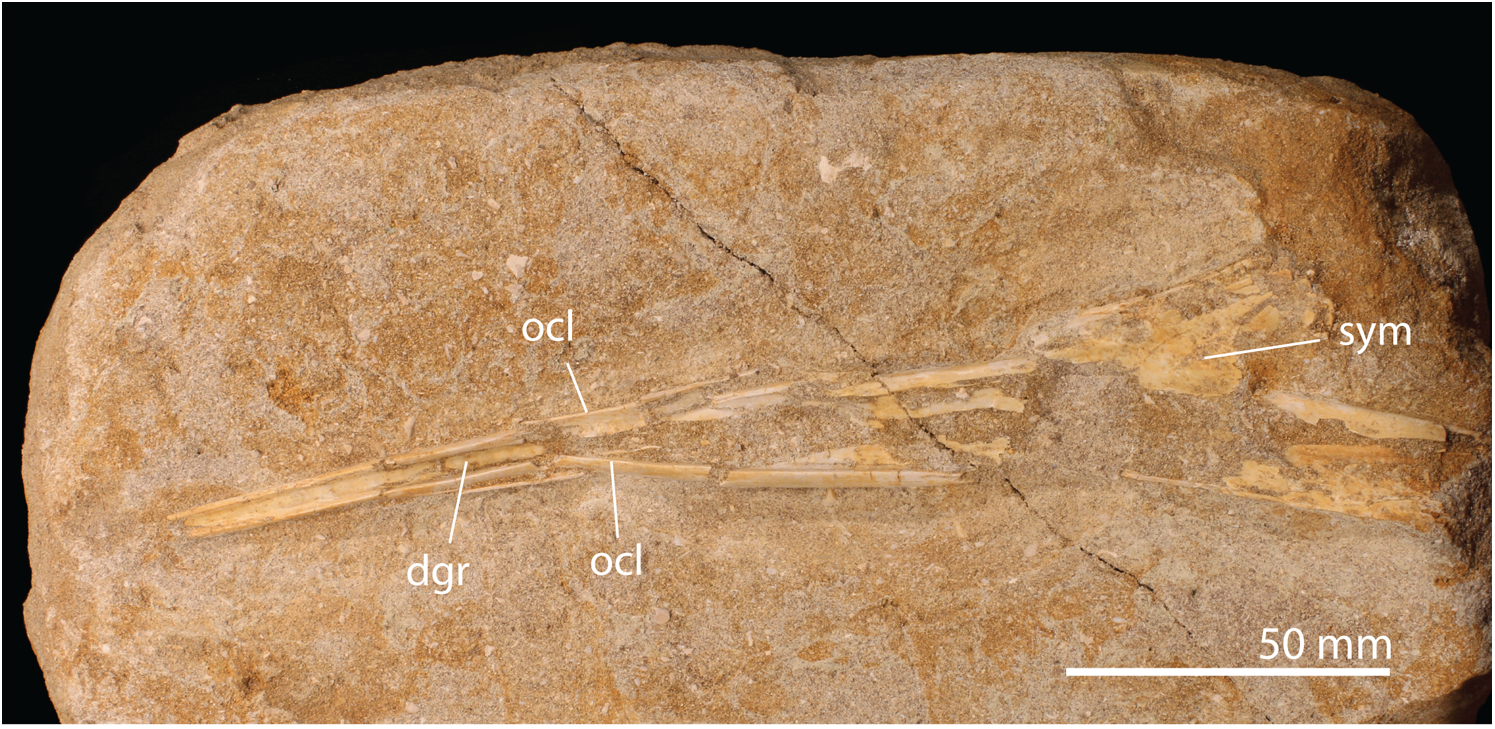
Fosilie spodní čelisti rodu Alcione.

Fosilie tohoto ptakoještěra byly objeveny v průběhu tříletých vykopávek, během kterých paleontologové nashromáždili asi 200 exemplářů různých pterosaurů. Materiál s katalogovým označením FSAC-OB 2 (typový exemplář) a další fosilie představují části kostry předních končetin a páteře. Alcione byl menší ptakoještěr s odhadovaným rozpětím křídel 1,8 až 2,4 metru, byl tedy podstatně menší než jeho blízký příbuzný rodu Simurghia (s rozpětím kolem 4 metrů). Alcione patří k posledním známým zástupcům ptakoještěrů, žijícím jen několik stovek tisíciletí před koncem křídy, který je datován na 66,04 milionu let. Jednalo se patrně o přímořský druh ptakoještěra, živícího se přednostně mořskými živočichy.

## Systematické zařazení
Tento druh spadá do čeledi Nyctosauridae a jeho blízkými příbuznými jsou rody Simurghia, Muzquizopteryx, Nyctosaurus a trochu vzdáleněji i český Cretornis (objevený roku 1880 nedaleko východočeské Chocně).